# Delphacodes fuscoterminata
Delphacodes fuscoterminata är en insektsart som först beskrevs av Berg 1879.  Delphacodes fuscoterminata ingår i släktet Delphacodes och familjen sporrstritar. Inga underarter finns listade i Catalogue of Life.